# Cryptantha clevelandii
Espèce
Cryptantha clevelandii est une espèce de plantes à fleurs de la famille des Boraginacées connue en anglais sous le nom commun de Cleveland's cryptantha. Elle est originaire de la côte de Californie et de la péninsule de Basse-Californie, où elle pousse dans le chaparral et dans d'autres habitats des collines côtières.

## Description
C'est une herbe annuelle dont la tige ramifiée ou non ramifiée atteint 60 centimètres de haut. Cette tige est poilue et porte des feuilles linéaires atteignant 5 centimètres de long.
Son inflorescence pousse avec une grappe dense de fleurs blanches à la pointe et des fruits en développement plus bas. 
Son épithète spécifique clevelandii rend hommage à Daniel Cleveland, avocat et collectionneur de plantes à San Diego au XIXe siècle.